# Bad English
I Bad English sono stati un supergruppo hard rock anglo-statunitense formato a Los Angeles nel 1988.

## Storia
Nel 1988 il cantante John Waite decise di abbandonare la sua carriera solista, il cui apice era stato raggiunto nel 1984 con il grande successo del singolo Missing You, decidendo di riformare il suo vecchio gruppo chiamato The Babys. Waite decise di chiamare in causa Ricky Phillips (basso) e Jonathan Cain (tastiere), che aveva da poco abbandonato i colossi dell'AOR Journey dopo il loro scioglimento nel 1987. Cain inoltre era già stato membro della vecchia formazione dei Babys.
Lo stesso Cain volle reclutare un altro ex Journey, il chitarrista Neal Schon, che in quel periodo era però impegnato nella sua carriera solista, dando alla luce il disco Late Nite. Qualche mese dopo la pubblicazione di quest'ultimo, Waite e Cain insistettero nella proposta, e Schon, dopo aver rifiutato la possibilità di formare un supergruppo con Paul Rodgers e Kenney Jones (poi tramutato con il nome The Law), decise infine di unirsi a loro; Schon portò con sé anche Deen Castronovo, che aveva suonato come batterista nel suo disco solista.
Completata la formazione, venne accantonato il nome The Babys. Il quintetto entrò nella storia come Bad English, denominazione presa in prestito dal gergo del biliardo. Infatti l'ispirazione per il nome arrivò mentre i membri della band stavano giocando a biliardo: John Waite fallì un colpo e uno di loro commentò il suo bad english ("english" è il termine dato alla rotazione che il giocatore imprime alla palla).
Arruolato il produttore Richie Zito la band registrò a Los Angeles il disco di debutto, l'omonimo Bad English, in cui erano presenti i due singoli di successo When I See You Smile (arrivato fino al primo posto in classifica) e Price of Love. La traccia di apertura dell'album, Best of What I Got, venne inoltre utilizzata quello stesso anno nella colonna sonora del film Tango & Cash. Il debutto riuscì ad ottenere il disco di platino per le vendite negli Stati Uniti.
Poco dopo iniziarono a girare alcune voci sulla riunione dei Journey, ma ciò nonostante i Bad English confermarono la loro attività con il secondo album Backlash nel 1991. Anche questo venne clamorosamente accolto da critica e fans, nonostante le vendite inferiori rispetto al debutto.
Dopo aver ottenuto gli enormi successi che li resero uno dei più emblematici gruppi AOR della storia, i Bad English decisero di sciogliersi quello stesso anno a causa della volontà dei vari membri di intraprendere strade separate. Schon e Castronovo continuarono a collaborare insieme in una nuova band chiamata Hardline, che fu fondata dai fratelli Johnny e Joey Gioeli. Il gruppo pubblicò il debutto Double Eclipse prima di sciogliersi nel 1992. Le voci sulla reunion dei Journey vennero infine confermate, soprattutto su spinta della Sony Records che offri cinquanta milioni di dollari per l'avvento. Neal Schon e Jonhatan Cain rientrarono quindi nei Journey mentre successivamente verranno raggiunti anche da Deen Castronovo.

## Formazione
- John Waite – voce
- Neal Schon – chitarre
- Jonathan Cain – tastiere
- Ricky Phillips – basso
- Deen Castronovo – batteria

## Discografia

### Album in studio
- 1989 – Bad English
- 1991 – Backlash

### Raccolte
- 1995 – Bad English and Friends
- 1999 – The Definitive Collection
- 2002 – The Greatest Hits
- 2003 – Bad English/Backlash
- 2003 – Greatest Hits

### Singoli
| Anno | Titolo                      | US | US Rock | US AC | CAN | UK | Album       |
| ---- | --------------------------- | -- | ------- | ----- | --- | -- | ----------- |
| 1989 | "Forget Me Not"             | 45 | 2       | -     | -   | -  | Bad English |
| 1989 | "When I See You Smile"      | 1  | 10      | 11    | 1   | 61 | Bad English |
| 1989 | "Best of What I Got"        | -  | 9       | -     | -   | -  | Bad English |
| 1990 | "Price of Love"             | 5  | 30      | -     | 14  | 80 | Bad English |
| 1990 | "Heaven Is a 4 Letter Word" | 66 | 12      | -     | 74  | -  | Bad English |
| 1990 | "Possession"                | 21 | -       | -     | 51  | -  | Bad English |
| 1991 | "Straight to Your Heart"    | 42 | 9       | -     | 23  | -  | Backlash    |
| 1991 | "Time Stood Still"          | -  | -       | -     | -   | -  | Backlash    |